# Château du Vieil Azy
Le château du Vieil Azy est un château d'agrément, remplaçant un édifice médiéval sur la commune de Saint-Benin-d'Azy, dans le département de la Nièvre.

## Architecture

### Communs
Écuries

## Seigneurs
(liste non exhaustive)

## Mariages au château
- 1699 -  Paul de Maumigny (29 avril 1676 - 3 mars 1736), épouse par contrat de mariage devant Dugué notaire royal le 28 juillet 1699,  Claude de Las , fille de Charles de Las, chevalier, seigneur de Valotte, de Chérault et autres lieux, et de Dame Jeanne de Changy[1]